# Лето II де Макон
Лето (Льето, Летальд, Леотальд) II (фр. Letaud (Liétaud, Liétald, Léotalde) II de Mâcon; ок. 910/915 — 965) — граф Макона с 945, граф Безансона и архграф Бургундии с 952, сын графа Обри I де Макон и Толаны, дочери Ракульфа, виконта Макона.

## Биография
После смерти отца в 945 году унаследовал графство Макон и ряд других владений.
Во время похода в Бургундию короля Западно-Франкского королевства Людовика IV Заморского в 951 году Лето был в числе бургундских сеньоров, признавших себя вассалами короля и принёсших ему присягу.
В 952 году умер герцог Бургундии Гуго Чёрный. После этого Лето стал самым могущественным феодалом в Верхней Бургундии, унаследовав титул архграфа Бургундии и получив графство Безансон, возникшее на месте бывших графств Варе и Портуа. Женатый первым браком на Ирменгарде, сестре унаследовавшего бургундское герцогство Жильбера де Вержи, был его сторонником.
В 955 году Лето вместе с герцогом Франции Гуго Великим обратился к королю Лотарю, чтобы тот подтвердил привилегии аббатства Клюни, аббатом которого был его близкий родственник Майель.
После смерти Лето в 965 году владения унаследовал его сын Обри II.

## Брак и дети
1-я жена: с ок. 930/935 Ирменгарда (ум. до 941);, дочь Манассии II де Вержи, графа де Шалон. Дети:
- Обри II (935/940 — до 982), граф Макона и Безансона с 965

2-я жена: с ок. 941 Берта, возможно дочь Гарнье, виконта де Труа, и Тетберги Арльской
3-я жена: Ришильда, упоминается в 949 г.